# Helipterum ferrugineum
Helipterum ferrugineum là một loài thực vật có hoa trong họ Cúc. Loài này được (Lam.) Harv. & Sond. mô tả khoa học đầu tiên.